# BE FREE!
『BE FREE!』（ビー・フリー）は、江川達也の漫画作品、またそれを原作とする映画作品。
本作は江川のデビュー作であるが、『コミックモーニング』（講談社）に1984年7号から1988年29号まで、足掛け5年連載し、単行本12冊になったヒット作品である。高校の若い数学教師笹錦洸（ささにしき あきら）が題名通りに自由奔放豪快破壊的に活躍し、その発想の豊かさから、生徒はおろか民衆の信頼まであつめ、30年後文部大臣になるという、荒唐無稽な話。絵は彼の作風の劇画調である。

## あらすじ
笹錦 洸（ささにしき あきら）は、壱河市立明北高等学校に赴任したばかりの数学担当の教師である。生徒に人気はあるが、授業の内容はお粗末であり、校長達の評価は最低である。
そんな彼を慕う伊福部や丘野といった女生徒もいるが、彼は、隣席の同じ数学教師である島本 圭子（しまもと けいこ）に思いを寄せ、朝昼妄想をめぐらし、将来は彼女と結婚したいと願う。
そこに突如登場したのは虎子光 秀一郎（こしひかり しゅういちろう）という大金持ちで二枚目でスポーツも仕事もできるというスーパーマン。虎子光は、校内で目を付けた容姿端麗な美少女生徒達を次々と陵辱し、共依存技能を悪用して和姦に持ち込む事で自分の奴隷とし、校長まで権力で脅迫し学校全体のシステムを、能力主義による管理教育に変えていってしまった。
笹錦は、問題児・不登校児ばかり集めた、学年無しのさくら組の担当にされてしまう。さくら組の生徒はほとんどが不登校なので、笹錦は一人ずつ家庭訪問して出席者を増やす努力をする。しかし、肝心のさくら組の生徒はまわりの生徒に迫害されて、能力主義・差別主義・管理教育のあまりのひどさに不満が爆発した笹錦は虎子光を殴り倒し、オートバイで学校中を走り回って荒らし、ついには建設重機でコンクリート校舎を全壊してしまう。
当然クビになり、行方不明となるが、彼は突然「笹錦洸一」と名乗り生徒として登場し、皆が唖然とする中、さくら組の生徒に納まってしまう。無収入の彼は公園のベンチで寝起きしているが、島本圭子にプロポーズしてついに受け入れられる。
なんとなく平和な日々が戻るが、以前さくら組生徒の敵討ちでひどい目にあわせた暴力団岩尾組が、本格的な復讐を始めた。対象は笹錦・島本・さくら組生徒全員である。こうしてさくら組と岩尾組の全面戦争が始まるが、東大の時計台上に追い詰められた笹錦と島本は、なんとヘリコプターからの射撃のなかをかいくぐりセックスをし、笹錦は想いを遂げ、警察と暴力団の大抗争の中をアドバルーンで脱出する。
ほとぼりをさますため、笹錦は島本とさくら組生徒全員（そして、失敗したため屋敷を追い出された虎子光兄妹）を引き連れ、南海の無人島で1か月共同生活をする。ところが笹錦の手違いで食料を持ってきていないことが解かり、一同愕然とするが、何も無いところから始まる生活が皆の才能を活性化させ、団結力も強くなる。
帰国後、笹錦は元の明北高校の校長となってしまう。生徒が一丸となって、世の中を変えようと、笹錦を国会議員にしようと資金集め等の活動をし、学校を楽しい場所とし、地域住民にも解放される。教育委員会も地元警察もこの手腕に脱帽してしまい、岩尾組とも和解し、地元住民の信頼は抜群となり、ついに笹錦は国会議員に当選する。しかし、これに激怒した日本政財界 影の支配者「虎将軍」こと元祖虎子光秀一郎の手によって笹錦は告発され、10年以上の懲役を受ける。
30年後、笹錦と結婚していたのは丘野だった。島本圭子は獄中の笹錦を待つことができず見合いで政治家と結婚し、夫無き後は自分が政治地盤を受け継いで、ついには総理大臣となる。彼女は、笹錦を文部大臣に指名し、笹錦は（第一話からの予告通り）文部大臣になった。皺だらけの老人となった圭子は笹錦と再会する、しかし、彼の外貌は30年前とまるで変わっていなかった。

## 登場人物

### 明北高校

#### 教師
笹錦洸（ささにしき あきら）
本編の主人公。しかし、本当に人間かどうかはよくわからない。作者自身も「そいつがいつ生まれたのか誰も知らない」と、物語の終わりに書いている。
新卒の数学担当教員として赴任したばかりの若者。彼の主な行動は上記のあらすじで書かれている。
連載当初は島本圭子に片思いする好色な一青年教師として描かれていたが、しだいに行動が人間離れしてくる。オートバイ通勤をしており、曲芸のように乗り回すことが出来る。学校で大暴れした時オートバイは大破したが、ホームレスになってからもなぜかオートバイは所有している。
好色さにかけては人後に落ちるものではなく、「全身性器」と例えられている。多くの女生徒には「スケベ大王」呼ばわりされ嫌悪されているが、彼を熱烈に慕ってくれる女生徒もいる。着任したばかりの時、隣席の美人数学教師島本圭子に一目惚れし、学校のトイレでオナニーして、ティッシュの付いた陰茎を露出したまま廊下を歩いて大騒ぎとなり、「おなにぃ野郎」とあだ名を付けられた。島本圭子は、それを嫌がらず、むしろ生徒に慕われている印だと言ってくれて、これで彼女への思慕は絶対的なものとなる。その後も、毎日のように島本圭子を妄想して毎晩オナニーをしているようだが、「オナニーは1日3回まで」と禁じたくらいだから、自然状態では1日何回しているのか見当も付かない。彼の本命は島本なのだが、相手が美人だと見境無くセックスする（ただし、18歳未満は対象外のようである）。精力絶倫で回復力抜群。一晩に53回して、相手の女をして「バケモンだなこいつ」と言わしめている。なお、伊福部や冴子の発言から種無しと思われる。
彼の戦闘能力は超人的であり、学校を破壊した時、最初はオートバイで学校中走り回ったが、階段を駆け上がり、手すりの上を走り、窓から飛び出し向かいの校舎に飛び移りといった特撮レベルのアクロバットを披露した。岩尾組との抗争などでは、どこから持ってきたのか、特殊な機械・兵器を繰り出し、手品を見ているようであった。初期には、相手の体力を10分の1にするガスという恐るべき秘密兵器を愛用していた。変装術も得意で、まるで別人に化けられる。後述する虎子光秀一郎・冴子・島本圭子（後二者は女性）に化けて、まるでばれなかった。常に人の予想の二枚も三枚も上を行く、突拍子も無い男である。
苗字のネーミングはコメの品種ササニシキに由来。
島本圭子（しまもと けいこ）
本編のヒロイン。
笹錦より1歳年上で、眼鏡をかけ、ストレートのセミロングの黒髪を品良く左右に分けている。（前髪は分けていない。）生徒の人望も厚く、美人なので男子生徒の人気も高い。そのため、一度生徒に強姦されかかったこともある。品行方正でセックスに関してはかなり保守的な思想の持ち主で、笹錦に惹かれながらも、彼のあまりに乱れた性生活にショックを受ける。笹錦がクビになったあと、さくら組の担任となるが、そこへ笹錦が生徒として現れ、混乱してしまう。彼のプロポーズを受け、家族に紹介し、東大の時計台の上で性交するも、笹錦が懲役刑に服することになったため両親の勧めた縁談で結婚することとなり、刑務所の面会室で泣きながらそれを詫びる。結婚相手が政治家だったため、夫の死後地盤を受け継ぎ政治家になり、30年後になんと総理大臣となり、笹錦を文部大臣に指名する。南海の孤島で、女性が次々服を脱ぎ捨てオールヌードで生活し始める中、最後まで服を脱がなかった。
千葉市在住。最寄り駅はさくらやま駅という架空の駅であり、家族構成は父、母、そして妹。妹はメガネをかけていないがよく似ている。
虎子光秀一郎（こしひかり しゅういちろう）
明北高校に赴任してきた若い数学教師。笹錦より1年後輩になる。虎子光グループの御曹司。
二枚目で運動神経抜群で東大卒と来ているので、たちまち女生徒の人気者になるが、彼は可愛い女生徒を次々と毒牙にかけ、自分の言いなりになるグループ（虎の子親衛隊）を作っていく。だが、彼の本来の目的は将来行おうとしている民衆の管理システム構築のひな形として教職を選んだのだった。彼の手によって、明北高校は完全な管理システムにおかれ、虎子光は得意の絶頂だったが、笹錦の暴走であえなくそのシステムは崩壊する。本人も知らぬ間に笹錦にマインドコントロールされていて、最終的に自分自身の精神はおろか肉体すらコントロールできなくなってしまう。支離滅裂になってしまった彼を救ったのは、笹錦とさくら組だった。彼の作ったコンピューターシステムは、その後笹錦が改造・発展させ、より人間性の有るシステムへと変えられてしまうが、彼はそれに礼を言っている。
彼と妹の冴子は実は異父兄妹の孤児であったが、虎子光グループ総帥元祖虎子光秀一郎の後継者候補の一人となり、彼が明北高校に来た段階では、後継者となるか影武者となるかの試験段階であった。結局、彼は大失敗をしたため、影武者にもなれず、妹とともに屋敷を追い出されるが、笹錦とさくら組に支えられ、南海の島へ妹と一緒につれていってもらえ、妹の膝枕で平和な眠りの日々を過ごせた。
苗字のネーミングはコメの品種コシヒカリに由来。
虎子光冴子（こしひかり さえこ）
虎子光秀一郎の妹。そうとは知らず笹錦が海辺のテントで一晩中セックスをする。兄が赴任した年に教育実習生として明北高校に来て笹錦を仰天させる。島本圭子の前で性交したことをほのめかされ、潔癖な島本の逆鱗に触れるが、知恵を働かせ窮地を脱する。翌年正式に同校の教員となり島本の担当クラスを引き継ぎ。笹錦とはセックスフレンドの関係をずるずる続ける。
美人だが冷淡そうな容貌なので、性格が悪いように取られてしまうが、結構思いやりがある。髪が金髪なのは、外国人の母親の遺伝らしく幼い時から金髪であった。孤児院でも金髪であることを理由にいじめられ、兄の秀一郎はそれを必死で庇った。
早川かおり（はやかわ かおり）
作中は「カオリ」と呼称される冴子の親友。いつも二人で一緒にいるが、レスビアンというわけではないらしい。冴子とセットの出演ばかりで、単独出演は第64話くらいである。冴子より大人しめの性格で、人柄も穏やかである。
冴子と共に教育実習生として明北高校に配属された翌年、校舎破壊後に冴子と共に教師として正式採用。島本の後任として冴子と共同で2年A組を担任。
南の島では登場が無かったが、最終回の同窓会では虎子光と並んで登場する。
如月太郎（きさらぎ たろう）
もと全共闘の闘士。生徒を理解しようと努めている、教育者の鏡のような人。虎子光の管理教育に対して、ファシズムだと反対し、管理されない教育を取り戻そうと考え、笹錦を共闘にさそうが、自分自身が田舎の分校に飛ばされてしまう。数ヵ月後笹錦が校長になったとき、教頭として戻ってくる。
自分に良く似た顔をした小学生の息子がいる。
歯車比呂志（はぐるま ひろし）
男性教師。悪人ではないが、名前の通り組織の歯車体質で、ガチガチの保守思想の持ち主。島本圭子にプロポーズをするが、これがきっかけで、圭子はかねてからされていた笹錦のプロポーズを受ける決心をする。
良くも悪くも組織の歯車体質な為か、笹錦統治下の明北高校では今までと一転し女生徒に手を出そうとしたり、笹錦の選挙出馬に対し現実的見地から否定的な意見を言いながらも、当選時は皆と共に大喜びしていた。
校長
ことなかれ主義の権化。笹錦や虎子光など、過激な教師が赴任してきて心が休まることが無い。最後は、如月先生と入れ替わりに田舎の分校へ飛ばされてしまう。
教頭
校長の腰ぎんちゃく。
熊野（くまの）
男性教師。虎子光統治下のクラス編成ではスポーツ特待クラスの3年B組を担任。
筋骨隆々で広い肩幅にTシャツ、首にはホイッスルを下げる典型的な体育教師。特に活躍はないが、丘野が3年進級時に編入されたクラスの担任として登場し、「このクラスにいれば勉強できんでも推薦入学で大学はOKじゃ。しかも体育の授業は今までの3倍だ」というセリフが、虎子光が担任する前出の3年A組との立場の違いを説明する印象的な役割となっている。

#### 生徒（さくら組関係者）
伊福部昭子（いふくべ あきこ）
女生徒。第1話から最終話まで登場した。
自由奔放にして寛容な人物で、ある意味笹錦の最大の理解者であり、波長も似ている。物語のキーパーソンで活躍することが多い。
美人で少しポッチャリ目。セミロングのウェーブヘアを右上でポニーテールのように結んだ、ちょっと変わった髪形。
成績優秀であり、虎子光統治下の階級社会では一流大学進学を目指せるA組に編入される程であるが、実生活ではセックス経験も豊富で夜遊びも盛ん。スリルを感じる為に万引きなどもしていた。更に有川・藤谷・笹錦と組んでいるロックバンド「アイアンギア」ではギターボーカルを担当する等、多才な人物。
笹錦に抱いて欲しいと考え、18歳未満のため何回アタックしても相手にしてもらえず、18歳の誕生日にめでたく抱いてもらえる。場所は例の南海の無人島。その後二人はひたすらセックス三昧。
千葉県谷ツ与市（架空の市）に在住。母は離婚して不在で、父は愛人宅に入り浸りと家庭環境は良くないが、家庭環境に基因する暗さはまるで見せない。野球部員の弟がおり、食事の面倒を見ているが、後に友人の有川祐子が居候することになる。
ネーミングは作曲家伊福部昭に由来。
丘野ひろみ（おかの ひろみ）
女生徒。第4話から最終話まで登場した。
千葉市在住で学校のある壱河市（架空の市）まで自転車通学。家族構成は父、母、祖父でひとりっ子である。
ボサボサ髪をポニーテールで結んでいる。笹錦にひたすら恋焦がれるが、あまりに純真であるため声をかけることすら出来なかった。それどころか、初めは声をかけられると逃げ出す始末だった。それでも正月に笹錦のアパートに挨拶に行き、すごろくをしようとさそう積極さを発揮するも、その場にはすでに島本先生と伊福部が来ており、彼女はショックを受け逃げ帰ろうとするが、笹錦に止められ皆ですごろくをすることとなる。（なお、この「すごろく」という言葉には何か想い入れがあるらしい。）虎子光に2度も犯されそうになり、危機一髪のところを笹錦に助けられる。もちろん処女であるが、終盤の岩尾組との追いかけっこで偶然笹錦とキスをし、そのまま結ばれたと思われたが、第127話の伊福部との会話ではまだ処女のままということが判明。最終的に笹錦と結婚するのは彼女で、笹錦との結婚写真は丘野が笹錦を抱っこしている。
柔道部所属で実力は超高校級だが、主将の意地悪のため3年まで試合に出ることが出来なかった（卒業後はオリンピックで金メダルを取ったらしい）。怪力の持ち主で、コンクリートも破壊する。笹錦に抱きつくと、背後のブロック塀が破壊されてしまい、自転車をこがせると、ママチャリでカウンタックを追い抜かすほどのスピードが出るほど（140Km/hを記録）。また、肉体は度外れて頑強で、ビルの屋上から転落したり車に撥ねられたりしても、直後に起き上がり前述の如き怪力を発揮していた。食欲も旺盛で、泣きながらラーメン30杯くらい平らげたこともある。笹錦を慕う者の中で最も腕が立ち、自転車も早いので彼女は笹錦が戦う時の最も役立つ戦力である。
長谷川まみ（はせがわ まみ）
女生徒。千葉県壱河市（架空の市）に在住。家族構成は父と母でひとりっ子。
さくら組発足当初の、3人の生徒の一人（所属する生徒はもっといるのだが、他は不登校）。
あどけない顔をして自分のことを「まみちゃん」と言い、口癖は「わかんなーい」と「SEXしよーっ」。実は処女であり、彼女のいうセックスとはキスでも何でも、愛情表現一般を意味していたのである。
セミロングのストレートヘアーを無造作にたらし、ダブついた大き目のセーラー服を着ている。高校生だが、方程式はおろか九九も出来ず、どうやって高校進学したのか謎な人物で、その学力に直面した島本や歯車は愕然としていた。しかし性格は常に明るく優しく、皆に愛されるムードメーカー的な役割であり、さくら組初期段階では彼女のおかげでクラスの雰囲気が常に明るかった。
声が大きいのが特徴で、本気で大声を出すと殺人的な音量になり、これが武器となっている。
彼女の父は、「彼女はガンであと1年しか生きられないから好きなことをやらせているのだ」と笹錦に説明し、その直後冗談ですと笑うが、本当に約1年後（卒業式の3日後）ガンで死んでしまう。
杉村美雪（すぎむら みゆき）
女生徒。千葉県入谷市（架空の市）に在住。家族構成は父、母、弟がいる。
虎子光の最初の犠牲者だったが、その後は通称『虎の子親衛隊』と呼ばれる彼の親衛隊隊長のような役割を果たす。
前髪を切りそろえ、左右に外はねしているセミロングの髪が特徴。あざとい性格で、清純そうな容姿やぶりっ子なしぐさで取り入るのが巧みで、内心アイドルになる未来を妄想する等、自己顕示欲も強い。
笹錦を敵視しひたすら虐待するが、笹錦はフェミニストなので彼女には一切手を上げない。虎子光に犯される以前から性体験は豊富なようだが、その後次第にその才能は花開き、ついには暴力団のセックスのプロを廃人にしてしまうほど恐るべき性のテクニシャンになる。南海の無人島では、セックスを餌に男子を完全に支配してしまい、彼らの女王として君臨。最後まで笹錦に敵対していた一人だが、笹錦とのセックスで忘我の境地に至り、以後笹錦を慕うようになる。最終回では、尼僧になっていた。
高山（たかやま）
女生徒。写真とくに盗撮が得意で、雑誌に写真を投稿して停学になったことがある。
セミショートのストレートヘア。スリムな体つきで、若干ボーイッシュ。目つきはきつめで、他の女生徒とデザインを若干異にしている。
笹錦に電話して、テレフォンセックスを持ちかけ、まんまと罠にはめる。その時の笹錦の痴態の写真はいつも持ち歩いているらしい。岩尾組との戦争の最中もカメラを回し続けた。本格的な映画撮影も出来、笹錦を国会に送り込むための資金作りの映画「私達の映画」を撮影し、笹錦が編集したものが大ヒットした。
さくら組の中では佐藤と仲が良く、さくら組が扇動された生徒達から虐待を受け佐藤が輪姦されそうになった際には、佐藤が男な事実を知って躊躇う剛田を焚きつけて奮い立たせ佐藤を守り、その後のスポーツデイでは佐藤を煽ててヌードを撮影していた。
大崎（おおさき）
女生徒。容姿はスケバンで中森明菜似。
島本先生のクラスの生徒だったが、次第にクラスの中で孤立化し、すっかり学校へ来なくなっていき、毎晩男と遊び歩くようになってしまう。島本はそれに責任を感じていた。笹錦は島本に協力しようとヤクザに化け彼女を散々脅す。島本はそうとは知らずヤクザにすがり許しを請い、ヤクザ（笹錦）は彼女を解放する。猛烈陳腐な芝居であるが、これがきっかけで彼女も登校するようになり、さくら組となる。
孤立化した過去からか、他者からの裏切りや心変わりを避ける様に人と距離を取っているが、上記の島本の身を挺して自分を守ろうとした親身な姿や、スポーツデイで暴力プレイに屈せず結束し勝利したさくら組の面々に触れる事で次第に心が軟化していく。
南の島でヒロシに競り落とされてから交友が始まったようで、最終回の同窓会では黒いスーツを着たヒロシと共に登場する姿が確認できる。
有川祐子（ありかわ ゆうこ）
女生徒。伊福部と仲が良く、彼女の家に居候している。
大きくウェーブしたショートヘア。大きな虹彩を持つ。
両親は音楽家で、彼女自身も音楽の才能を持つ。伊福部・笹錦・藤谷の所属するロックバンド「アイアンギア」ではキーボードを担当しているが、南海の無人島の生活では、手製の管楽器のような物を操っていたので、楽器は選ばないらしい。
笹錦の事は彼のバンドでのステージネーム「チャーリー笹錦」からとって「チャーリー」と呼んで慕っている。
伊福部と笹錦との関係から二人に協力的で、伊福部と共に笹錦を援護する事もあり登場機会は多い。
彼女の元担任だった歯車は、教師に反抗したり家出し無断欠席を繰り返す彼女に対し手を焼いておりいい印象が無かったが、有川にはわだかまりは無いようで、島本の誘いで歯車がライブに来てくれたことを知ると、素直に喜んでいた。
佐藤貴（さとう たかし）
男子生徒だが、外見は女生徒。家族構成は父、姉、妹。
いわゆるニューハーフ。胸はシリコンで乳房を作り、髪は伸ばしてセーラー服を着ている。男性器はまだ残っている。笹錦でさえうっとりしてしまったほどの美貌で、家庭訪問した時に貴の姉だと思い込んでしまった。相手をとろかすテクニックは一流で、肌もきめ細かく美しい。普通の女性には無い妖しい魅力をかもし出す。着替えを女生徒と一緒にしようとして一悶着起こす。
暴力団岩尾組の組員岩瀬に囲われ壱河市内のマンションに住んでいる。岩瀬の計画ではモロッコで男性器切除の手術をするつもりらしい。笹錦はクローゼットから二人のセックスシーンを見て、真実を知り驚愕する。彼（彼女?）は今の自由の無い生活を悲しみ、笹錦に助けを求め、美人に甘い笹錦は二つ返事で引き受ける。それ以来、彼は笹錦をひたすら恋い慕うようになり、事あるごとに抱きついて来るが、真実を知ってしまった笹錦は困惑してしまう。
校舎全壊前に受けたさくら組の虐待も、岩尾組との抗争も火種は佐藤であり、ある意味中盤の重要人物。
郷田社民（ごうだ シャーミン）
男子生徒。人間離れした巨躯の持ち主で、破壊力抜群、喧嘩が生きがいの乱暴者。
孤高を気取り、河原の土手で一人草を口にくわえて横たわるような、前々時代の不良のポーズをとる。真弓という女生徒だけが彼のことを心配し、よく傍にいる。さくら組の兵力としては、丘野ひろみと彼が2台大砲である。
硬派だった彼だが、佐藤貴を女と思い込みほれ込んでしまい、佐藤と笹錦がいちゃつくのを見ては激怒する。佐藤が男だと発覚して驚愕するが、その後も佐藤に対する愛情は変わらなかった。常に佐藤を守ろうとするとするあまり、暴力団員岩瀬から佐藤を自由にしてやろうとするが、岩瀬は拳法の使い手で逆に病院送りにされてしまう。笹錦はさくら組の生徒の協力の下、岩瀬に徹底的に復讐する。これがもとで、岩瀬の属する岩尾組とさくら組の全面戦争が始まる。
ネーミングはニュースキャスターの幸田シャーミン（女性）に由来。
小溝（こみぞ）
男子生徒。さくら組発足当初の、3人の生徒の一人（所属する生徒はもっといるのだが、他は不登校）。
繋がった眉毛とパーマ髪に、体が大きく好色。杉村とセックスすることに命を燃やす。
頭は良くないが性格は陽気なため、それなりに良好な学校生活を送っていたが、教育実習生として赴任していた冴子にちょっかいを出した事で虎子光に睨まれ評判が悪化し、さくら組に編入される。
さくら組の中では長谷川まみと仲が良い。
博文（ひろふみ）
男子生徒。極端な引きこもり。
笹錦が毎晩も家庭訪問しても、何をしても無表情で、口は利かず、食事もろくにしない。ついに、遺書を書いてビルの屋上から飛び降り自殺するところを笹錦に助けられ、宙吊りの彼が「いやあ」と一言口を利く。その後、登校を始めたようである。南海の無人島で、森に火をつけ放火魔だと責められるが、焼け落ちた森は笹錦や伊福部により焼畑として利用された。
高浜万次郎（たかはま まんじろう）
男子生徒。野生児。
山の中で魚などを捕って生活し、ひたすらマウンテンバイク（BMX）の練習をし、これで世界一になると意気込む。しかし、大会の日、笹錦の差し金で出場した丘野ひろみに1着を取られてしまい、以後、丘野を生涯のライバルと考え丘野と行動を共にすることが多い。また、マウンテンバイク以外にも、曲芸曲乗りは何でも得意で、スタントの技術もプロ級。「曲乗り万ちゃん」や「スタント万ちゃん」と呼ばれており、運動神経とバランス感覚は抜群である。
戦闘向きでは無いが、負けん気が強く、校舎全壊後のスポーツデイにおけるポートボール大会では相手の理不尽な暴力プレイに対して一度出場を放棄をするものの、丘野の活躍を見て再出場。殴られても最終最期気を失うまでコートでプレイし続けた。また、仲間想いな熱い一面もあり、岩尾組の岩瀬が仕返しの為さくら組に乗り込んできた際、長谷川が殴られたときは直情的に相手を殴っていた（当然その後一方的に殴られる）
ネーミングは中浜万次郎に由来。
村山強（むらやま つよし）
男子生徒。さくら組発足当初の、3人の生徒の一人（所属する生徒はもっといるのだが、他は不登校）。
典型的いじめられっ子。
ムーミンのような下膨れの顔で、肥満・低身長・気が弱いと、いじめられる要因のフルコースを持っている。しかし、結構「打たれ強い」と言うか痛覚神経が鈍そうである。実際、校舎全壊後のスポーツデイで行われたポートボール大会では、相手チーム2年J組のルール無用の徹底したラフプレイを受けさくら組の殆どが脱落する中、最期までコートで立っていたのは笹錦と丘野と村山だけである（剛田は不参加）。
千葉県長布市（架空の市）在住。家庭は母子家庭の為か貧困で、下に幼い弟2人と妹1人がおり、母はセル画の色塗り等の内職をして生計を立てている模様。
料理が得意で、南の島や最終回では料理を振舞っている姿が確認できる。
今川（いまがわ）
男子生徒。第50話に名前が登場し、第57話で初登場。
痩せた高身長に、出っ歯気味の眼鏡。
元々テニス（部かサークルかは不明）を通して杉村と肉体関係があり、杉村が虎子光の性奴隷となっても当時の想いを忘れられない。対して杉村は当時の事を全く気にも留めておらず、さくら組に降格した彼を軽蔑し、電話で虎子光との関係を忠告してきた彼を罵った。彼の想いを汲んだ笹錦が杉村と寄りを戻そうと一芝居うち、夜の公園で小溝と共に暴漢として登場し杉村を拘束するが、野球と偽られ笹錦に呼ばれやって来た今川が彼らを追い払い、そのままなすすべ無く杉村に弄ばれる。
さくら組に編入した当時は精神不安定な様子で、話し方も歯切れが悪く頼りなさを感じたが、その時点で髪を伸ばしているので元は上位学級にいた様である。
各分野の高度なエキスパートが集うさくら組の中で、何が得意か分からなかったが、「私達の映画」撮影では高山と共にカメラを回している。
江川（えがわ）
男子生徒。
丸刈りで耳が大きく小柄。江川卓を意識した容姿に野球のアンダーシャツを着ているため一見野球選手に見えるが、実際は漫画家志望である。
第50話に名前が確認でき、それ以降1話使った個別のエピソードは無いが、南の島以降登場機会が増え、都度一コマながら活躍している姿が映る。
白鳥（しらとり）
女生徒。
第50話の校舎全壊後のスポーツデイで初登場。ツインテールにメガネでそばかすがあり、小柄でややぽっちゃり。
内気なようで、初登場時はクラスに馴染めるか不安がっていた。それ以降個人にフォーカスされる事は無かったが、南の島で彼女の夢が判明。小学校2年の頃から鳥のように空を飛びたいと願っており、イカロスの翼のような両翼を今まで283枚造っていたが心が風と一緒になれなかったため飛べずにいた。島本は彼女に航空力学を教えるが、数学を学ぶ事で鳥の心から離れていく事に恐怖し逃走。
その助走を利用し笹錦が彼女に翼をセットした事で、彼女は大空を舞う事が出来た。その後海に落下し、気を失いながらも非常に満足気な笑みを浮かべていた。それ以降笹錦への心の壁が無くなったのか、南の島では他の女子同様、笹錦と共に裸で過ごしている。
ヒロシとマサ
男子生徒（元生徒）。退学になった不良で、常にコンビで登場する。
鼻筋にそばかすがあるのがヒロシ、眼鏡（サングラス）をしているのがマサ。
絵に描いたような古典的不良スタイルをしている。どうせ卒業できないならと、島本圭子を強姦しようとして失敗する。笹錦にソープランドを紹介してもらい、15輪車18時間で100万円の請求をされ、その返済のため笹錦にアルバイトを紹介してもらう。以後、笹錦の舎弟のようになり、彼の手足のようになって暗躍する。岩尾組との戦闘でも活躍し、南海の無人島にも連れていって貰えた。
最終的には校長となった笹錦の手により復学している様である。
美濃部温吉（みのべ あつきち）・克吉（かつきち）・達吉（たつきち）・発吉（はつきち）・察吉（さつきち）
男子生徒。一卵性の五つ子。まったく同じ顔をしており、なぜか肌色が黒い。科学・機械などに詳しく、岩尾組抗争以降で活躍。
岩尾組抗争では組員の岩瀬を特撮やスタント撮影のような爆発等で追いつめ、山下から逃げる笹錦に逃走用のおかもち格納型バイクと形状記憶合金自転車を提供。南海の無人島では何もない状態から鉄の生成や蒸気機関の開発、セメントや航海技術等を主導し、杉村を頂点とした島の文明発達に多大な貢献をした。帰国後は「私達の映画」の撮影で特撮技術等を担った。
ネーミングは憲法学者の美濃部達吉・政治家の美濃部亮吉父子に由来。

#### その他の生徒
柔道部の主将
男子生徒。丘野ひろみの属する柔道部の主将。
新入部員だった丘野に負けたことを根に持ち、ねちねちといじめ続け、試合には絶対出してもらえない。「最低」の部類に属する人間。顧問の先生がなぜこういう事態を放置しているかは不明。
相原（あいはら）
男子生徒。丘野ひろみの属する柔道部の先輩で、丘野の友人と付き合っている。
柔道部内では良識のある方で、丘野の友人と付き合っていることもあるためか、丘野が雑用ばかりさせられているのを庇うなど彼女を気遣う。しかし同時に、入部時に主将を投げ飛ばした丘野の強さを目の当たりにし、その後主将の指示で同級生にまでこき使われてもいつも明るく振舞う丘野をみて「変人」と思っており、丘野が笹錦を想う事を彼女から聞くと「変人は変人を呼ぶ」「あの二人はちょっと常人じゃ理解し難い所で生きているんじゃないか？」と言っていた。
真弓（まゆみ）
女生徒。
セミショートのストレートヘア。郷田（前述）を慕っているようで、よく傍にいて、彼に声をかけ、郷田が入院したときはただ一人付き添っているが、郷田のほうは彼女のことを何とも思っていないらしい。幼馴染か何か、そんな感じがする二人である。
さくら組に編入された記述は無いが、最終回の同窓会では黒いスーツを着た剛田と共に登場する姿が確認できる。
氷川（ひかわ）
男子生徒。虎子光統治下の生徒会長。
虎子光は学校の階級社会の統治と反乱分子鎮圧のために、不良生徒に女をあてがう事で懐柔。風紀委員や生徒会役員のポストを与えていった。彼はその頂点であり、スキンヘッドに木刀姿、胸にはナチスドイツの鷲章を思わせる紋章をつけ、虎子光の為に働いていた。しかし虎子光が笹錦のマインドコントロールにより精神崩壊し失脚すると、それに併せて彼も失脚したのか、スポーツデイ後に秩序が崩壊して無法地帯となった学校に放たれたただの不良と化し、授業中に教師を殴り虎子光の親衛隊のひとりを強姦するなどやりたい放題していた。校内でカオリに手を出そうとした所に、新任の生徒会長を自称する笹錦に介入され敗北。その後の消息は不明。
沼田（ぬまた）
男子生徒。2年J組（J組は階級としてはさくら組を除けば最下位のクラス）。
スポーツデイのポートボール大会に於いて、さくら組の初回対戦クラスの出場者のひとりであり、ゼッケンは「4」。
笹錦が行った校舎破壊と暴動の際に、笹錦に加勢した丘野に投げ飛ばされており、それ以来丘野を恨んでいる。
試合中丘野を見て恨みと共に性的な妄想を働かせていたが、試合の中盤、さくら組に点数が離されると監視員である風紀委員（虎子光の手懐けた不良）の指示を受け、丘野の胸を後ろから鷲掴みにしてタックル。この行為を皮切りに2年J組によるラフプレーが頻発するが、風紀委員の指示の為ファウルにはならず試合続行。さくら組が無抵抗を貫く中、2年J組はやりたい放題しており、彼は執拗に丘野の身体に抱き着き、笹錦を汚い言葉で罵り暴行していた。
その後の登場は暫く無いが、「私達の映画」撮影時には美濃部兄弟と共に特撮班にいる為、さくら組の面々とは和解したのか忘れ去られていたようである。

### 他校の生徒
藤谷智子（ふじたに ともこ）
女生徒。他校生で伊福部の友人。登場回数は多くなく、第3話と第38話くらいである。
伊福部からは「つっぱり」と言われるが、アイドル風の可愛らしい美貌を持ち、純情でお淑やか。秋彦という暴走族の彼氏がおり、つっぱりの女である自分が処女である事に悩み、伊福部へ相談した事がきっかけで笹錦を紹介される。
ロックバンド「アイアンギア」ではベースを担当。
秋彦（あきひこ）
男子生徒。他校生で藤谷智子の彼氏。
第3話で笹錦が煽った暴走族の構成員。恐らく幹部であり、剃り込みリーゼントに、顔の左側、額から眉の外を経由し顎にかけて一直線の切り傷がある。
暴走中に煽って来た笹錦をリンチするが、笹錦は自分がつっぱりの彼女なのに処女な事に悩み伊福部経由で相談してきた藤谷の彼氏が秋彦と知ると、彼の藤谷への気持ちを確かめるべく峠でのスピード勝負に誘いコーナーで暴走族ごと壊滅させる。その後動けなくなった秋彦の前に藤谷を人質に取った体で銃で彼女の処女を奪うと脅し、彼が童貞な事を確かめると藤谷を開放。
強面の見た目に因らず子供好きで優しい一面があり、藤谷はその優しさに惚れていた。
それ以降登場は無かったが、第11話の冴子とカオリを巻き込んだ大がかりな肝試しの死体役として顔の同様の場所に傷のあるリーゼントの男が登場しており、伊福部と共に笹錦に協力している為、その後は笹錦と和解し付き合いがあったようである。
武藤孟子（むとう もうこ）
丘野が3年時の大きな柔道大会の決勝で対戦した、大田沼高校の女生徒。第29話に登場。
前髪は分けずおかっぱ気味の髪型。会場からは「おとこおんなだあっ！！」と驚愕の声が上がっていた。
プレッシャー等で本来の力が出せなかったとはいえ、彼女と組んだ丘野が「できるっ」と瞬時に判断する程の実力者。
なお、名前の読みは不明だが、「もうこ」または「はつこ」かと思われる。

### 岩尾組
岩尾波平（いわお なみへい）
巨大暴力団岩尾組の頂点に立つ岩尾組組長。口から出る言葉は禅問答のようであり普通の暴力団組長と少し違う。どんな窮地に陥っても泰然自若としている。笹錦たちと全面戦争をしたが、真の敵は虎子光組（後述）と理解しており、笹錦とは和解している。
内藤退助（ないとう たいすけ）
岩尾組ナンバー2。超人的な体力・破壊力・運動神経を持つ。
組長をひたすら信じ、組長の言葉は疑わない。さくら組（笹錦）はこの内藤一人に苦戦を強いられた。
入谷（いりや）
組長の参謀。力の内藤、頭脳の入谷という形で組長の両腕となっている。
山下（やました）
岩尾組組員。幹部クラスのようである。岩尾組復讐戦の口火を切った人。
丘野・杉村・長谷川まみの3人を捕らえ裏ビデオを撮影しようとするが、笹錦が救出し、その脱出劇は映画『ターミネーター2』のカーチェイスさながらのものになり、街は大混乱に陥る。どのように痛めつけられても、車の爆発に巻き込まれても不死身のように襲い掛かってくる怪物のような人。
岩瀬（いわせ）
岩尾組組員。同性愛者。さくら組の佐藤貴を囲っている。嫉妬深く佐藤を部屋から出そうとしなかったが、豊胸手術をすることによって登校することを許可した。
組での地位はあまり高くないようだが、拳法を身に付け、郷田を半死半生の目に合わせたことから考えてかなり腕は立つ。笹錦にはめられて、さんざんな目にあうが、その復讐が岩尾組とさくら組との全面戦争の引き金となる。

### その他
元祖虎子光秀一郎（がんそ こしひかり しゅういちろう）
日本を影から操る実力者。日本を意のままに動かさないと気がすまない。
後継者は、実子ではなく、知力・体力あらゆる面で優れ厳しい試練に耐えたものを自分の若い頃そっくりの顔に整形し、そうして集めた十数人をさらに競争させ、一人を後継者にし、残りを影武者にする予定だったが、結局全員始末してしまった。
笹錦が国会議員になったことを不快に思い激怒し、彼を告訴させ懲役刑にしてしまう。虎子光組という秘密戦闘部隊を配下に持ち、非合法活動をさせる。虎子光組は岩尾組と敵対していた。
二階堂由紀子（にかいどう ゆきこ）
虎子光家の諜報部員兼特殊工作員。
美人でグラマー。強いウェーブのショートヘア。肌の色は常に浅黒い。初め虎子光の指示で笹錦の調査もしくは暗殺を試みるも、笹錦にもてあそばれて失敗。
元祖虎子光の指示で、国会議員となった笹錦を告訴する検事となるが、笹錦と法廷でセックスしてしまう。その後笹錦は有罪となったが、彼女の尽力で他の生徒等は無罪となる。
ガーデン圭介という恋人を目の前で殺された悲しい過去を持ち、それからは二重スパイとして生きてきたが、笹錦はあたかも自分が圭介であるかのような錯覚を起こさせることで、彼女の心をつかんでしまう。これが本当に錯覚なのか、事実圭介と笹錦は同一人物なのか謎のままである。
豪徳寺彦兵衛（ごうとくじ ひこべえ）
千葉県警八曲警察署所長。明北高校近辺が所轄の警察署の所長。
岩尾組の山下と笹錦等のカーチェイスで起きた大混乱の収拾に努める。東大時計台事件の時も、管轄内なのかわからないが、陣頭指揮を執っている。

## 執筆の経緯
本作でのデビュー前で本宮ひろ志のアシスタントを勤めていた際、高校を舞台にしたギャグ漫画『DON'T GIVE UP』という短編作品を描き上げる。その作品を気に入った本宮が集英社・小学館・講談社などの編集部に見せると、コミックモーニングの編集部が注目。江川が元教師であることにも注目し、「主人公を高校教師にする」という条件があったものの、連載の仕事をもらう。当初、江川は教師が主人公である漫画を描くことは時期尚早であると考えていたため、連載を悩むこととなる。しかし、この好条件を逃すとチャンスはないと思い、編集部の条件を受け入れ、本作を生み出す。

## 映画版

### 概要
1986年に『ビー・バップ・ハイスクール 高校与太郎哀歌』との併映としてセントラルアーツ製作・東映配給で映画化。
原作1〜5巻相当の部分が映像化された。

#### 原作からの変更点
・明北高校が公立(原作では千葉県壱河市(モデルは千葉県市川市と思われる。))高校から、私立高校へ変更された。
・虎子光が明北高校理事長となり、笹錦の後輩から上司へ変更。
・原作の「さくら組」から「無学級クラス・Z組」となり、本編では終始「Z組」と呼称。

#### 製作
当初は東映東京撮影所で製作を予定し、いずれも東映の契約者労組上がりで『純』を東映配給でヒットさせた横山博人を監督に、脚本には東映演出部に約10年在籍した佐伯俊道がオファーされ、『コミックモーニング』等の告知でも横山博人監督・佐伯俊道脚本と報道され製作が進んでいた。メインキャストは笹錦洸が片岡鶴太郎、島本圭子が斉藤慶子、虎子光秀一郎は三浦友和を予定していた。
横山と佐伯、瀬戸恒雄東映東京撮影所プロデューサーの三人で脚本作りを始めたが、破天荒な原作を纏めきれず、実家が本郷の東大前で、子どもの頃東大構内が遊び場だった佐伯が「東大紛争以降立入禁止になっている安田講堂に埋蔵金があることを笹錦が生徒たちに打ち明け、生徒たちと一緒に埋蔵金強奪計画を練る。それを軍資金にして、管理教育・産業協同路線を粉砕すべく闘う」という奇抜なプロットを提案し、横山も「都会的でしゃれた映画にしろ」と東映から指示を受けていたため、脇役に全共闘世代を登場させ、「都市化」と匿名性の問題にも触れてみよう」と考え、横山も瀬戸プロデューサーもこれに賛成した。このプロットに原作にあるお色気エピソードを繋ぎ合わせればよいと構想したが、まず原作者の江川達也がこの荒唐無稽なアイデアを許可するか不透明なため、江川を交えて会談がもたれた。江川は当時新人で、映画化を伝えると「こんなので映画になるんですか?」と喜び、「そもそも勝手気ままに書いたこんな話が映画化されること自体、驚き桃の木なんです。好きにやってください」快諾を得た結果、原作の設定だけを取り入れたほとんどオリジナル脚本が書かれた。しかし東映本社の中に横山・佐伯という労組上がりが東映のお盆映画を担当することに不快感を示す声もあり、脚本執筆中に古くから業界内で癒着を噂されていた東映本社宣伝部員が来訪し、「目下売り出し中のいんぐりもんぐりを主題歌に起用して、主たる役で出演させろ」と無理強いしてきたため断固拒否した。
『シナリオ』には1986年4月中旬に準備稿が東映に提出されたと書かれているが、佐伯は1986年6月初旬まで数回の書き直しを経て、準備稿用の原稿が上がったと話している。ある日、誰かの策略でまだ印刷所にある筈の準備稿が朝早く岡田茂東映社長の机の上に置かれ、これを朝一番で読んだ岡田社長が5分もしないうちに烈火の如く怒り、東映本社の8階社長室から凄い剣幕で7階の企画部に駆け下りて来て、多くの社員がいる中、製作か企画かの部長の机にシナリオを投げつけ、「お前ら寄ってたかって横山ひとり、操縦できんでどうするんだ！ やめてしまえ」、「今すぐプロデューサーと脚本家、監督のクビを切れ」と怒鳴りまくった。その場に居合わせた社員は呆気に取られて「なぜです?」とも言えず、ただただ岡田社長の怒りが鎮まるのを待つしかなかった。こうして横山・佐伯・瀬戸の他、予定していたメインスタッフは全員職を解かれた。キャンセル料としての名目で賃金は払われたが、佐伯のギャラは5分の1に減らされた。この話を聞いた佐伯の組合仲間・梶間俊一が岡田社長にかけあったら、岡田から「三角マークと共にワルシャワ労働歌が流れ、安田講堂にセクトの埋蔵金があり、それを奪い合うという話なんぞ、そんなの全面的にNGだ」と言われ、「社長もかつて『きけ、わだつみの声』を企画したじゃないですか」と文句を言ったら、岡田から「左翼はOKだが新左翼はダメだ」と言われたという。

#### 製作会社の変更
代替作品を用意する時間がないため、製作は東映東京撮影所から併映作を製作するセントラルアーツに移り、お盆映画に東映東京でも東映京都撮影所製作でもない二本立てが並び、撮影所作品崩壊の一因となった。スタッフ・キャストは一新され、先述の東映本社宣伝部員もプロデューサーとして記された。岡田社長が中田新一監督を東映に招聘し、脚本には黒澤満と山田耕大とで協議し、まだ映画の世界では新人だった一色伸幸が起用された。黒澤もまだ一色の実力を掴み取れてはいなかった。中田と一色には硬派な『ビー・バップ・ハイスクール 高校与太郎哀歌』との併映だから「軟派な方、ちょっとエッチな青春ものをやって欲しい」と発注された。

#### 後日譚
岡田社長が「俺の目の黒いうちは、佐伯には脚本を二度と書かせるな」と言い放ち、佐伯俊道は以降20年間、東映から仕事のオファーが来なくなった。また決まっていた仕事も東映から横やりが入ってキャンセルされることが増え、横山は「東映から業界に私の破門状が廻っていたのかも知れない」と述べている。
横山博人は夏休み映画で「ビー・バップ・ハイスクールシリーズ」の併映という興行保証された映画を降ろされたことにより、当てにしていた収入源を失った。以来、映画会社の元での映画作りは諦め、自分でやるしかないと決意した。横山は1995年に『眠れる美女』を完成させた後、「観て欲しい」と岡田社長を試写室に呼び、励ましの言葉を受けた。岡田は横山を降ろしたことはすでに忘れていたという。

### スタッフ
- 監督：中田新一
- 脚本：一色伸幸
- 音楽：芳野藤丸
- 主題歌：WALTHER「BELIEVE IN FREE」「RUNNING BOOGIE」
- 挿入歌:いんぐりもんぐり「教師・C」
- 技斗：久世浩
- カースタント：高橋昌志（高橋レーシング）
- BMX指導：石川冬樹
- 音響効果：原尚
- スチール：原田大三郎
- 現像：東映化学
- ロケ協力：浦和学院高等学校、シラサギ記念博物館
- 企画：翁長孝雄
- 企画協力：黒澤満、山田耕大
- プロデュース：坂上順、佐々木嗣郎

### キャスト

#### 教師
- 笹錦洸：羽賀研二
- 島本圭子：伊藤かずえ
- 如月博：岡本信人
- 歯車比呂志：うえだ峻
- 西條：南條玲子
- 松田：松井範雄
- 山田春子：小鹿みき

#### 生徒
- 長谷川まみ：大西結花
- 丘野ひろみ：宝生桜子
- 伊福部昭子：岩本千春
- 愛ひろ子：青田浩子
- 河本刃
- 館ムツ子：しのざき美知
- 小溝亘：伊藤康臣
- 榊原旭
- 中上知嘉
- 家富洋二
- 保阪尚輝
- 榎田路子
- 小栗サチ子
- 瀬戸陽一朗
- 中田圭

#### 管理職
- 虎子光秀一郎：桑名正博
- 校長：加藤和夫
- 教頭：吉原正皓

#### 生徒の家族
- 長谷川敬三：丹波哲郎
- 長谷川芳子：野際陽子
- 館ムツ子の母：坂本スミ子

#### その他
- 性病科医者：石橋蓮司
- 売店のおばさん：関弘子
- 小泉正夫：野村宏伸

### 関連作品
MAKING BE FREE!
作画∶藤島康介 / コミックモーニング1986年8号掲載
映画の製作現場の様子を描いたノンフィクション漫画。

## 単行本等

### 単行本
連載時期にKCモーニングから全12巻が出た。

### 文庫版
講談社漫画文庫より全7巻が出た。以下に巻数と解説者を示す。
1. 本宮ひろ志
2. 浅羽通明
3. 増井修
4. 岡田斗司夫
5. 宮台真司
6. 山崎浩一
7. なし

### 他
Kindleでは通常版の12巻の他に【極！合本シリーズ】で全4巻が出ている。